# Robert Wylie
Pour les articles homonymes, voir Wylie.
Robert Wylie, né en 1839 dans l'Île de Man et mort en 1877 à Pont-Aven est un peintre américain. Il est l'un des premiers peintres à s'installer à Pont-Aven, et l'un des fondateurs de l'École de Pont-Aven.

## Biographie
Robert Wylie, né anglais, déménage, tout enfant, aux États-Unis. Il est, à Philadelphie, élève de la Pennsylvania Academia et commence une carrière de sculpteur avant de se consacrer entièrement à la peinture.
Venu en France, à Paris, en 1863, il est l' élève d'Antoine-Louis Barye et de l'Académie Suisse.
En 1864, attiré par un récit de voyage d'Henry Bacon (1839-1912), un jeune peintre américain, il vient à Pont-Aven : « C'était le plus beau village que j'aie jamais vu […] Je fis part de la beauté du lieu à Wylie et Charles G. Way, qui s'y rendirent ». Enchanté par la région, Robert Wylie n'a pratiquement plus quitté la Bretagne, apprenant même la langue bretonne, hormis pour se rendre aux salons de peinture parisiens.
Il a attiré à Pont-Aven d'autres jeunes peintres américains comme Mary Cassatt, Thomas Eakins, Frederick Arthur Bridgman, Thomas Alexander Harrison, etc.
Robert Wylie peint surtout les mœurs et coutumes de Bretagne ainsi que les hommes, dans un style académique.

« Wylie possédait un style puissant : les figures de ses scènes paysannes parfaitement modelées attestaient ce sens du volume qu'il avait acquis auparavant en tant que sculpteur. Ses paysages se caractérisaient, en revanche, par une facture « moderne » largement brossée. »

## Œuvres
- The Postman ou La lecture de la lettre du fiancé, Basse-Bretagne (1869, Philadelphie, Pennsylvania Academy)
- Les Modèles de Pont-Aven (vers 1870)
- Les Joueurs de cartes (1870)[3]
- La Sorcière bretonne (1872), Bradford (Angleterre), Art Galleries and Museum[4]. Ce fut le premier tableau d'un peintre américain récompensé au Salon de Paris.
- Femme de Pont-Aven (1876, huile sur toile, 99 × 74 cm )
- Coquetterie (huile sur toile, 75 × 54 cm)[5]

## Galerie

Œuvres de Robert Wylie
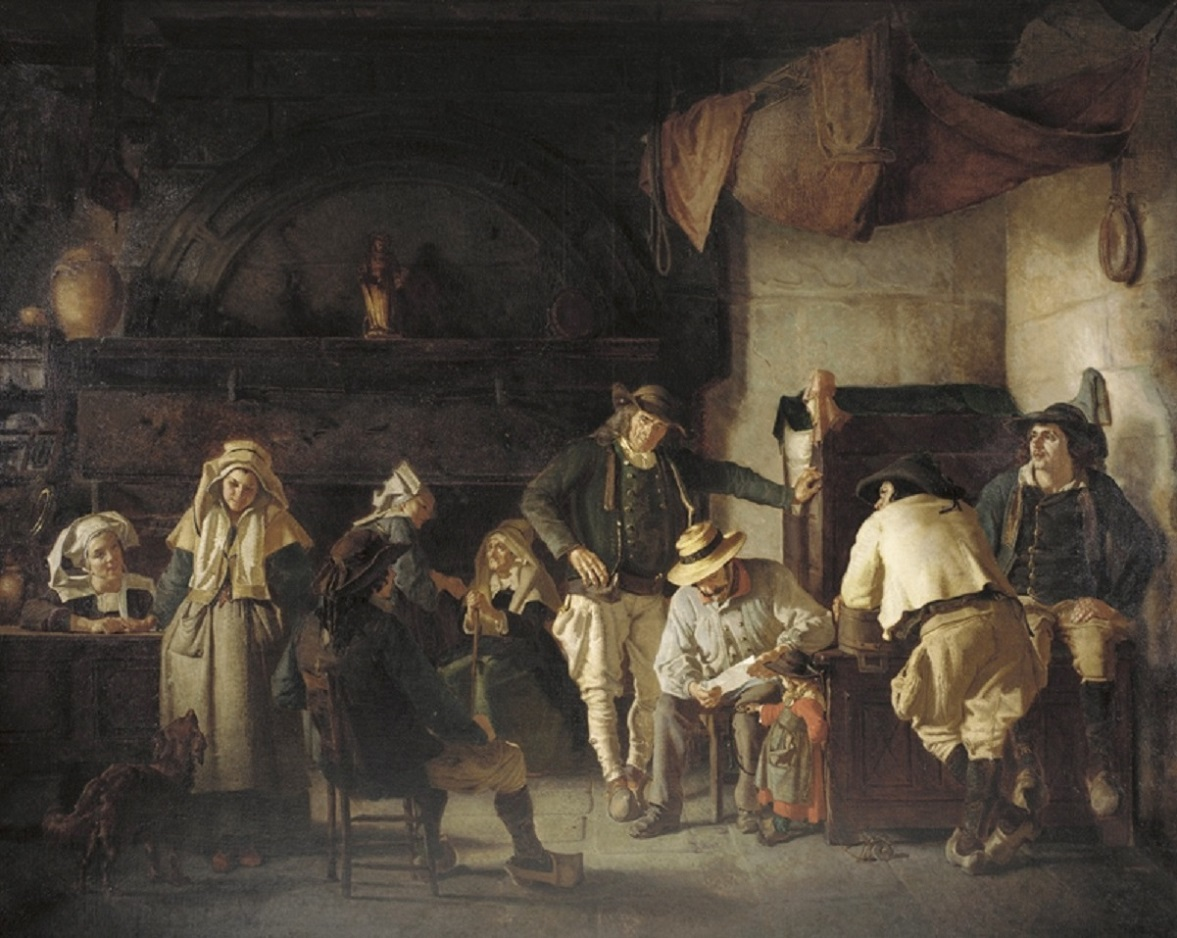
Le Facteur (1869), Philadelphie, Pennsylvania Academy.
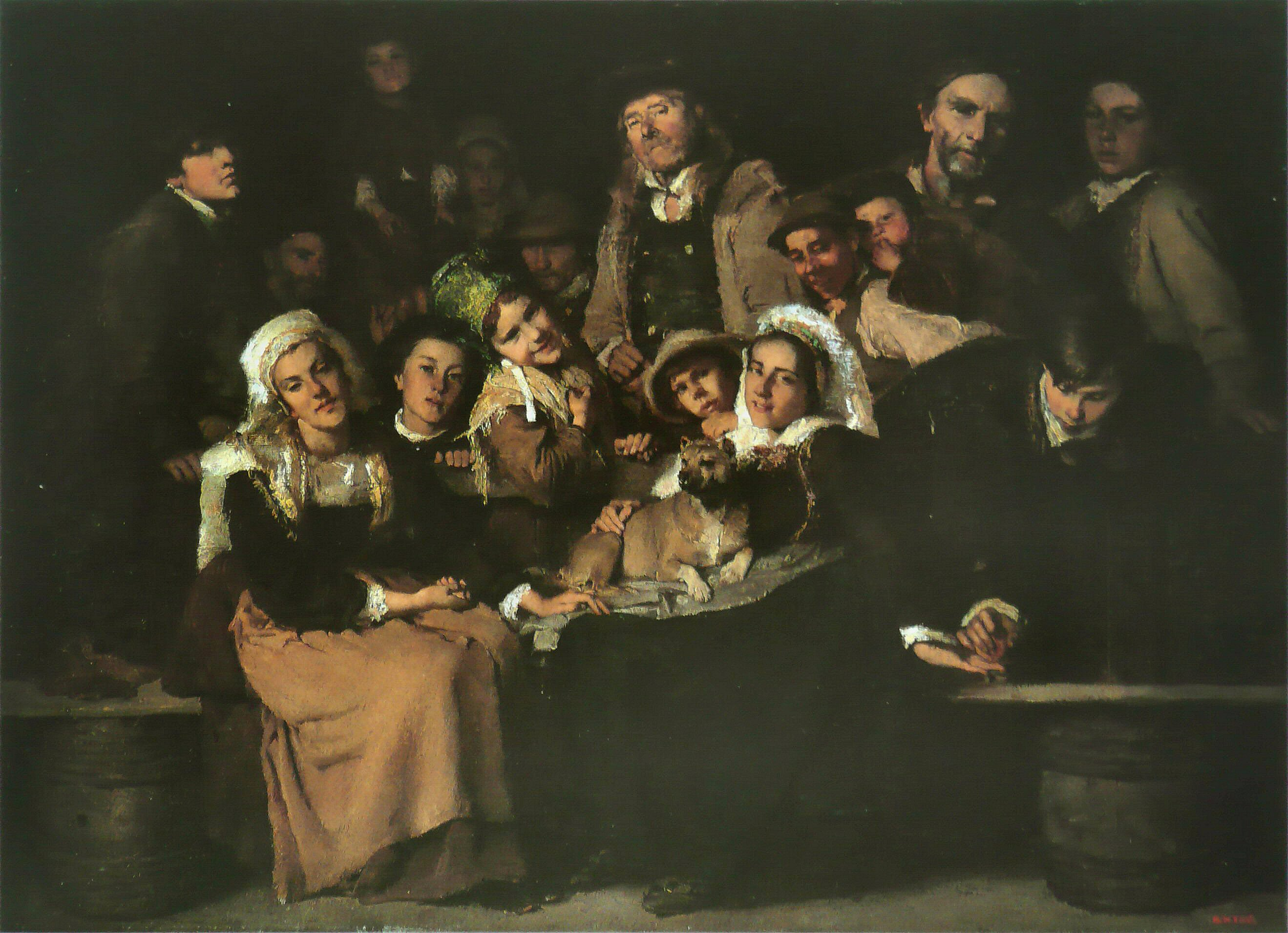
Les modèles de Pont-Aven (vers 1870), Terra Foundation for American Art.
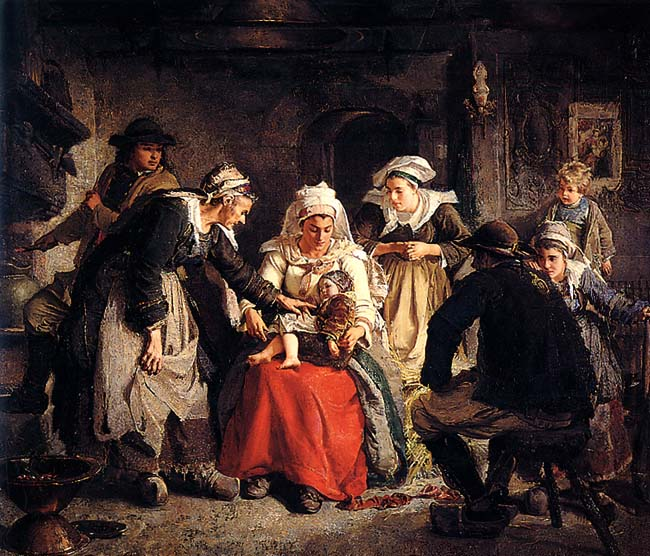
La Sorcière bretonne (1872), Bradford, Angleterre, Art Galleries and Museum.
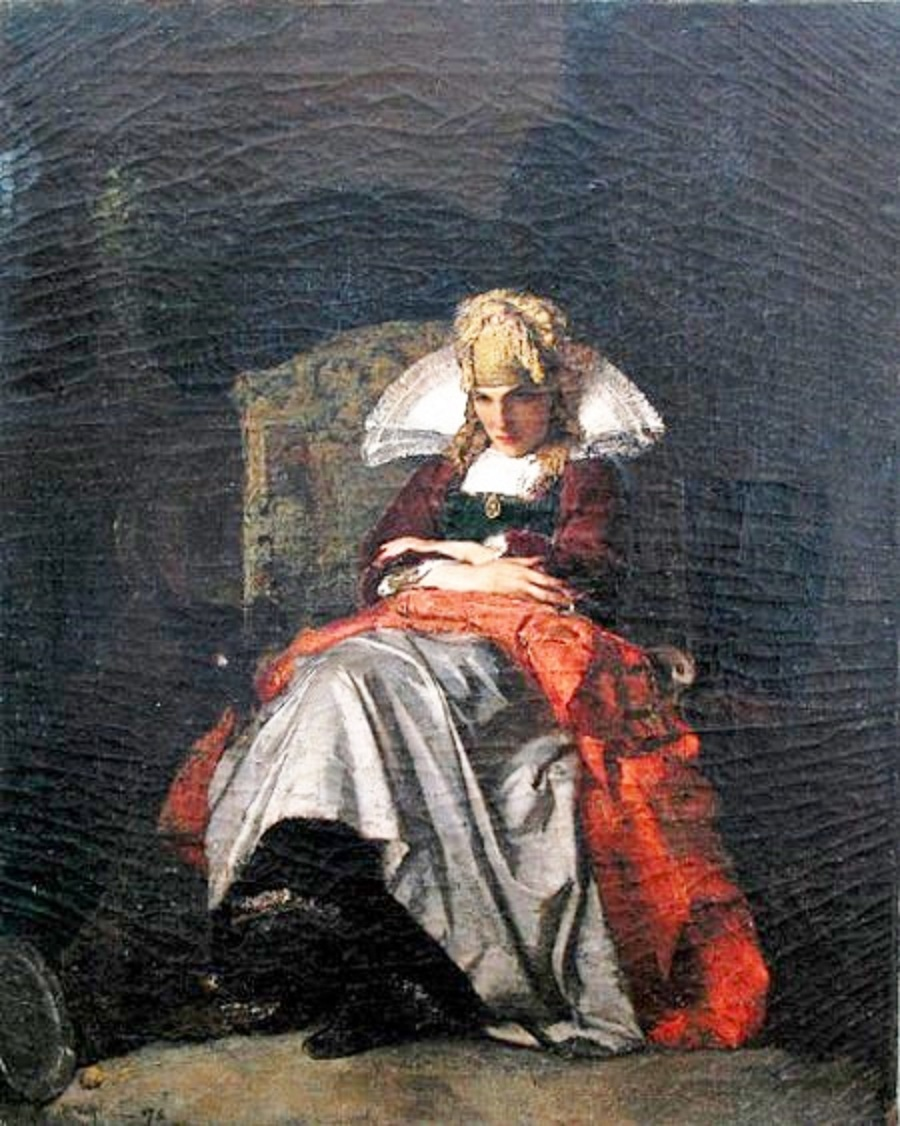
Femme de Pont-Aven (1876), Blérancourt, musée de la coopération franco-américaine.